# スニト
スニト(モンゴル語: Sünid)とは、モンゴル高原に居住するモンゴル系遊牧集団の1つ。現代モンゴル語ではСөнөдとも。

## 概要

### 起源
スニト部の起源については諸説あり、まず『元朝秘史』はボルジギン氏のカイドゥ・カンにチャウジン・オルテゲイという息子がおり、チャウジン・オルテゲイの子供達からケレングト、コンゴタン、アルラト、スニト、カプトルカス、ゲニゲスといった諸氏族が派生したと記す。一方、『集史』ではチャウジン・オルテゲイの子孫はシジウト氏、オルテゲイ氏のみとされ、スニトなどの諸氏族はボルテ・チノ-ボドンチャルの血を引かないドルルキン諸氏族であると記す。『集史』「スニト部族志」でもその起源についてほとんど言及しないことや、モンゴルの諸氏族を列挙する『輟耕録』にも名称が見えないなど、スニトの出自については不明な点が多い。村上正二はスニトを含むコンゴタン、アルラト、ケレングト、ゲニゲス、カブトルカス諸氏族は元来独立したオロナウル・ウルスを形成していたが、モンゴル・ウルスに敗れて征服された集団ではないかと推測している。

### モンゴル帝国時代
『集史』「スニト部族志」では前述したようにスニト部の起源についてほとんど言及せず、主にスニト部出身の将軍チョルマグンとチョルマグンの率いていたタンマチについて詳しく説明する。チョルマグンは1228年に4万人隊からなるイラン方面タンマチ（辺境鎮戍軍）司令官としてイラン方面へ派遣された人物で、ホラズム・シャー朝の残党を追ってイラン西北部・アゼルバイジャン・グルジア・東部アナトリア一帯を平定し、モンゴルによる西アジア征服に大きな功績を挙げた。タンマチ司令官の地位はバイジュ・ノヤンを経てチョルマグンの息子シレムンに受け継がれたが、シレムンの諸子はフレグ・ウルスの内乱に巻き込まれて多くが処刑されてしまい、チョルマグン家は早くに断絶してしまった。
また、チンギス・カンに仕えたスニト部出身の将軍には「親衛千人隊」所属の百人隊長エル・テムル・バウルチ、左翼千人隊長のテムデル・ノヤン、右翼千人隊長のカダアン・ダルドルカン、中軍万人隊長のドダイ・チェルビらがいるが、何故かこれらの将軍の子孫についてはほとんど史料上に言及がなく、大元ウルス以後に活躍したスニト部出身者はほとんど記録がない。

### 北元時代以後
大元ウルスの崩壊後、スニトがどのような変遷を辿ったかは不明であるが、16世紀に入るとチャハル・トゥメン(8オトク・チャハル)のオトクの1つとしてスニト部が史料上に登場するようになる。諸史料の一致して伝える所によると、チャハル・トゥメンに属するスニト・オトクはボディ・アラク・ハーンの息子ココチュテイ・タイジ(Kökečütei tayiǰi)に分封され、以後ココチュテイの子孫が代々スニト部を支配するようになったという。
17世紀、ダイチン・グルン(清朝)が興ってモンゴリアを征服すると、スニト部も清朝の傘下に入りスニト右旗・左旗に編成された。スニト右旗・左旗は中華民国時代を経て、現在中華人民共和国の内モンゴル自治区シリンゴル盟ソニド右旗・左旗として名を残している。

## スニト部出身の人物

### チョルマグン家
- チョルマグン（Čormanγun ＞綽児馬罕/chuòérmǎhǎn,چورماغون/chūrmāghūn）
  - シレムン・ノヤン（Širemün ＞شيرامون/Shīrāmūn）
    - バヤン（Bayan ＞بايان/bāyān）
    - エブゲン（Ebügen ＞ابوکانAbūkān）
    - バイグト（Baiγut ＞بايغوت/bāīghūt）

### テムデル家
- テムデル
  - ムバーラク
  - スニタイ

### その他
- カダアン・ダルドルカン

- テムル